# Randy Lewis (kierowca wyścigowy)
John Ranson Lewis III (pseud. Randy Lewis, ur. 19 lipca 1945 w Hillsborough) – amerykański kierowca wyścigowy.

## Życiorys
Lewis rozpoczął karierę w międzynarodowych wyścigach samochodowych w 1971 roku od startów we  Włoskiej Formule 3 oraz w Brytyjskiej Formule 3, jednak nie zdobywał punktów. W późniejszym okresie Amerykanin pojawiał się także w stawce Brytyjskiej Formuły 3 BARC Forward Trust, Brytyjskiej Formuły 3 BRSCC John Player, Amerykańskiej Formuły Super Vee Robert Bosch/Valvoline Championship, SCCA/USAC F5000 Championship, Can-Am, CART Indy Car World Series oraz Indianapolis 500.
W CART Indy Car World Series Chandler startował w latach 1983-1984, 1986-1991. Najlepszy wynik Amerykanin osiągnął w 1987 roku, kiedy uzbierane piętnaście punktów dało mu 21 miejsce w klasyfikacji generalnej.